# 高畠エナガ
高畠 エナガ（たかばたけ エナガ、1989年3月21日 - 2017年8月21日）は、日本の漫画家。大阪府箕面市在住。成安造形大学卒。

## 来歴
中学生の頃からGIFアニメでネット上での創作を開始する。高校生で会長エナガのペンネームでウェブ上にマンガを発表する。2008年、短編マンガ「我が家が一番!」で、「デジタル・コミック大賞2008」で準大賞を受賞。大学の卒業制作で描きはじめた「ZELBESTY」が集英社の編集者の目にとまり、『ジャンプスクエア』2011年11月号の特別付録漫画「Reversi」で漫画家デビューした。
2017年8月21日、脳梗塞のため逝去。満28歳没。葬儀は近親者のみで行われた。

## 作品

### 連載
- Vippers（『週刊ヤングVIP』2005年 - 2007年、新都社）
- 鉄鋼甲冑 サムライ（『週刊ヤングVIP』2007年 - 連載休止中、新都社）
- 閃光のライトニングハイド（『週刊ヤングVIP』2009年 - 連載休止中、新都社）
- ZELBESTY（2011年 - 連載中）※作者急逝により未完
- 100-HANDRED-（『スーパーダッシュ&ゴー!』2012年6月号 - 2012年10月号、集英社）
- 人魚の花籠（『スーパーダッシュ&ゴー!』2013年2月号 - 6月号 連載休止中、集英社）※作者急逝により未完
- GODSPEED（『ミラクルジャンプ』2014年9月号 - 2015年6月号、集英社）

### 読切
- 創造建築子（『月刊コミックニート』2008年?、新都社）
- Reversi（『ジャンプスクエア』2011年11月号特別付録、集英社）
- Bonus Gamer Coming out!（『スーパーダッシュ&ゴー!』2012年12月号、集英社）
- 女装兄弟（『スーパーダッシュ&ゴー!』2012年12月号、集英社）
- 人魚達の花籠 番外編（『ミラクルジャンプ』 No.15 2013年7月号、集英社）

### 短編集
- Latin 高畠エナガ短編集 1（2012年4月25日発行、集英社） ISBN 978-4087824483
- 100-HANDRED- 高畠エナガ短編集 2（2012年12月19日発行、集英社） ISBN 978-4087824780